# Пјантравиње (Арецо)
Пјантравиње је насеље у Италији у округу Арецо, региону Тоскана.
Према процени из 2011. у насељу је живело 138 становника. Насеље се налази на надморској висини од 272 м.